# 1216 هـ
1216 هـ هي سنة في التقويم الهجري امتدت مقابلةً في التقويم الميلادي بين سنتي 1801 و1802.

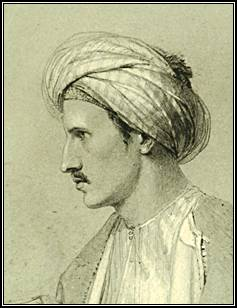
إدورد وليم لين

## أحداث
- 2 صفر - الشاب السوري سليمان الحلبي يغتال جنرال الحملة الفرنسية على مصر في قصره بحي الأزبكية.
- 18 ذي الحجة - سعود بن عبد العزيز يهاجم مدينة كربلاء ويدخلها عنوة، وقتل غالب أهلها في الأسواق والبيوت، وهدم القبة وأخذ ما فيها وما حولها، وأخذ جميع ما وجد في البلد من الأموال والسلاح واللباس والفرش والذهب والفضة والمصاحف الثمينة، وقتل من أهلها قريب 2000 رجل.[5]

## مواليد
- رفاعة الطهطاوي.
- إدورد وليم لين
- البارون دي سلان
- هاينريخ لبرخت فلايشر

## وفيات
- الجنرال كليبر.
- سليمان الحلبي.
- حسين العصفور.
- عبد الصمد الهمداني.